# Pedras de Maria da Cruz
Pedras de Maria da Cruz là một đô thị thuộc bang Minas Gerais, Brasil. Đô thị này có diện tích 1525,086 km², dân số năm 2007 là 10976 người, mật độ 7,2 người/km².